# Rikti-Dokkas
Rikti-Dokkas är en gammal nybyggargård i västra delen av Överkalix kommun. Den uppfördes 1847 av skogssamen Pher Person Riktig i det som en gång var väglös ödemark. Gården beboddes fram till 1958 då den övergavs. I Skogsvårdstyrelsens regi har byggnaderna renoverats och blivit ett kulturminnesmärke och utflyktsmål.